# Deuxième combat de La Gravelle
Chouannerie
Le deuxième combat la Gravelle fut une embuscade tendue par les chouans aux Républicains en 1795.

## L'embuscade
En novembre 1795, Toussaint du Breil de Pontbriand était à Argentré lorsqu'il fut prévenu qu'un convoi de 300 hommes devait partir de La Gravelle pour se rendre à Vitré. À 5 heures du matin, Pontbriand, secondé par Hubert et Busson, s'était embusqué dans la forêt du Pertre avec 400 hommes. L'avant-garde républicaine parut bientôt, accompagnée d'une voiture. Les Chouans passèrent à l'attaque, les Républicains n'opposèrent presque aucune résistance et prirent la fuite, abandonnant la voiture. Pontbriand s'en approcha ensuite, mais soudainement, un homme en sortit enveloppé d'un manteau et prit la fuite. Pontbriand, n'ayant pas rechargé son arme, lui arracha le manteau et voyant son habit, crut que l'homme était un général. Le lieutenant Busson tira mais manqua sa cible et l'homme parvint à s'enfuir. L'inconnu était en fait le conventionnel Beaugeard de Vitré, qui avait voté la mort du roi. Les autres voyageurs restés dans la voiture, furent libérés après que Pontbriand leur eut remis des passeports. Seuls les biens de Beaugeard furent saisis, ainsi qu'une caisse d'assignats. Les chouans se replièrent ensuite. 

## Après le combat
Pontbriand fut plus tard très surpris lorsqu'il apprit que la colonne républicaine était en fait forte de 1 100 hommes. Mais cette colonne s'étant trop étirée, l'adjudant général qui la commandait était encore à La Gravelle lors de l'attaque, et fut surpris de voir revenir ses hommes en désordre. Il se rendit malgré tout à Vitré, cette fois-ci sans encombre, et se présenta au général Jean Humbert qui le reçut fort mal. L'adjudant général prétendit avoir eu affaire à 4 000 chouans, mais Humbert ne fut pas dupe et le blâma sévèrement, déclarant qu'il savait qu'il n'y avait pas plus de 1 200 chouans dans le pays de Vitré, même pas rassemblés. Les journaux de Paris n'en écrivirent pas moins que 4 000 Chouans avaient battu les troupes républicaines.